# 동헌로
동헌로(Dongheon-ro)는 경기도 고양시 덕양구 관산동 가장동삼거리에서 고양시 덕양구 고양동 고양2교앞교차로까지 연결하는 도로이다.

## 연혁
- 2009년 9월 11일: 도로명으로 동헌로를 고시

## 주요 경유지
경기도
- 고양시 덕양구 (관산동 . 고양동)

## 노선
| 이름              | 접속 노선                        | 소재지 | 소재지 | 소재지                      | 비고 |
| ----------------- | -------------------------------- | ------ | ------ | --------------------------- | ---- |
| 가장동삼거리      | 국도 제1호선 (통일로)            | 고양시 | 덕양구 | 관산동                      |      |
| 양미고개          |                                  | 고양시 | 덕양구 | 관산동                      |      |
|                   | 고양동                           | 고양시 | 덕양구 |                             |      |
| 중부대학교 삼거리 |                                  | 고양시 | 덕양구 |                             |      |
| 고양동사거리      | 국가지원지방도 제78호선 (혜음로) | 고양시 | 덕양구 | 국가지원지방도 제78호선구간 |      |
| 고양2교           |                                  | 고양시 | 덕양구 | 국가지원지방도 제78호선구간 |      |
| 고양2교 교차로    | 국도 제39호선 (호국로)           | 고양시 | 덕양구 | 국가지원지방도 제78호선구간 |      |

## 주요 건물및 시설
- CU 관산사거리점 (동헌로 21/관산동 538-22)
- SK에너지 고양동주유소 (동헌로 187/대자동 824-31)
- 미니스톱 고양대자점 (동헌로 235/대자동 793-11)